# N874 (België)
De N874 is een gewestweg in de Belgische provincie Luxemburg. Deze weg vormt de verbinding tussen Bastenaken (N30) en Longvilly nabij de Luxemburgse grens, waar de weg verder loopt als de N20 naar Allerborn.
De totale lengte van de N874 bedraagt ongeveer 12 kilometer.

## Plaatsen langs de N874
- Bastenaken
- Neffe
- Mageret
- Arloncourt
- Longvilly